# Reynès
Reynès là một xã trong tỉnh Pyrénées-Orientales, vùng Occitanie phía nam nước Pháp. Xã Reynès nằm ở khu vực có độ cao trung bình 380 mét trên mực nước biển.